# Взаимное страхование
Взаи́мное страхова́ние (англ. Mutual insurance) — одна из организационных форм страховой защиты. Взаимное страхование основано на договоренности внутри группы физических, юридических лиц о возмещении убытков, возникших в результате случайных событий, за счет средств страхового фонда, который сформирован из взносов участников взаимного страхования
.
При взаимном страховании каждый страхователь одновременно является членом страхового общества.

## Взаимное страхование как метод создания страховых продуктов
Взаимное страхование является одним из трех известных методов создания страховых продуктов (наряду с самострахованием и коммерческим страхованием).
Характерные признаки метода взаимного страхования на современном этапе развития:
- объединение страхователями финансовых ресурсов в специально создаваемой организации-страховщике для страхования собственных имущественных интересов путём раскладки ущерба между собой;
- формирование страхового фонда, находящегося в совместной собственности всех членов, за счет их взносов;
- отсутствие у каждого страхователя в отдельности единоличного права на распоряжение этим фондом и на его использование;
- наличие у страхователей прав и обязанностей по участию в управлении, распоряжении этим фондом и использовании средств фонда;
- наличие у каждого из страхователей материальной ответственности по обязательствам, связанным с созданием страховых продуктов за счет средств этого фонда;
- распределение материальной ответственности по обязательствам, связанным с созданием страховых продуктов, между страховщиком и его страхователями.

При взаимном страховании каждое лицо (юридическое или физическое) для страхования имущественных интересов объединяет свои материальные ресурсы с ресурсами других лиц, имеющих аналогичное намерение в отношении собственных имущественных интересов. Такое объединение происходит на основе договоренности его участников о том, что с целью создания страховых продуктов они соучаствуют своими средствами в формировании страхового фонда.
Право собственности каждого страхователя (то есть каждого участника создаваемого сообщества) на вносимые в фонд средства, преобразуется в право совместной собственности всего сообщества страхователей на средства данного фонда. Это обусловливает право каждого страхователя на участие в создании страховых продуктов (то есть в формировании страхового фонда, управлении и распоряжении им) совместно с другими страхователями. Наличие этих прав обусловливает наличие у каждого страхователя ответственности по страховым обязательствам сообщества, которую он несет солидарно с другими страхователями (членами сообщества). Таким образом, принцип взаимности проявляется через взаимные права на средства страхового фонда и взаимную ответственность по обязательствам, связанным с использованием данных средств.
Особенность метода взаимного страхования состоит в том, что страхователь является одновременно и покупателем страховой услуги, и сособственником страхового фонда, созданного в рамках обособленного субъекта хозяйствования, осуществляющего взаимное страхование. Эта особенность проявляется, в частности, в том, что условия взаимоотношений между страховщиком и страхователями могут формализоваться не в индивидуальных страховых договорах между страховщиком и каждым из страхователей, а в уставе страховщика.
При использовании метода взаимного страхования управление процессом производства страховых продуктов происходит на основании решений, принимаемых на общем собрании страхователей или их представителей. Ответственность за исполнение обязательств по страховым выплатам несет в первую очередь страховщик в лице взаимной страховой организации. Однако, если средств уже сформированного страхового фонда недостаточно для исполнения страховых обязательств, все члены такой организации (они же страхователи) солидарно несут субсидиарную ответственность по её обязательствам.
Взаимное страхование называется в российской науке о страховании и в российском законодательстве некоммерческим потому, что страхователи, являющиеся сособственниками фонда денежных средств, участвуют в его создании не с целью получения прибыли на вложенный капитал, а с целью создания страхового продукта для себя. Однако, если в результате деятельности взаимной страховой организации имеет место превышение доходов над расходами, направления расходования такого превышения определяются общим собранием страхователей — членов этой организации. Как правило, такие средства расходуются на достижение уставных целей организации.
Историческая и современная зарубежная и отечественная практика показывает, что метод взаимного страхования является основой деятельности взаимных страховых организаций, которые имеют различные организационно-правовые формы.
В отличие от метода самострахования, при взаимном страховании страховой продукт создается не одним страхователем для собственного использования, а сообществом страхователей для использования теми его членами, у которых возникнет на это право в соответствии с заранее достигнутыми договоренностями. Соответственно, при взаимном страховании страхователь не является одновременно страховщиком. Страховщиком является взаимная страховая организация, зарегистрированная в определенной организационно-правовой форме.
Все сказанное выше, имеет отношение исключительно к таким взаимным страховым организациям (в частности, обществам взаимного страхования), которые осуществляют страхование только своих членов.
Определение взаимного страхования как метода создания страховых продуктов, обладающего указанными выше характерными признаками, позволяет понять, почему в зарубежной практике к взаимному страхованию относится деятельность не только обществ взаимного страхования, но и ряда других организаций (страховых кооперативов, больничных касс, клубов страхования имущества и ответственности судовладельцев (P&I Clubs) и некоторых других). Также данное выделение позволяет понять, почему действовавшее в Российской империи с 1866 по 1917 гг. земское страхование называлось взаимным.

### Развитие взаимного страхования как метода создания страховых продуктов
На начальных этапах исторического развития данный метод применялся в виде раскладочной системы страхования, на более поздних этапах — в виде системы страхования с предварительным созданием страхового фонда.
Раскладочная система страхования — первичная, наиболее примитивная разновидность метода взаимного страхования. При этой системе убыток возмещался пострадавшему не из заранее сформированного страхового фонда, а путём специальной раскладки между участниками сообщества страхователей, совершаемой после возникновения убытка, пропорционально стоимости их имущества.
Раскладка ущерба при этой системе осуществлялась между всеми членами определенного сообщества (например, участниками купеческого каравана) в соответствии с их предварительной договоренностью. Заранее определялись обстоятельства возмещения ущерба, который может быть нанесен одному из них, пропорции участия в формировании денежного страхового фонда, предназначенного для такого возмещения. Фактический размер взноса в этот фонд рассчитывался только после наступления страхового случая.
Процесс создания страховых продуктов таким примитивным способом на ранних этапах своего развития имел ряд отличительных особенностей:
- приобретение права на получение страхового продукта (то есть на получение компенсации ущерба, который может возникнуть в будущем) не подкреплялось денежным взносом. Фактически участники сообщества создавали страховой продукт в момент компенсации убытков одному из членов сообщества;
- раскладочная система не была связана с деятельностью какого-либо специализированного хозяйствующего субъекта. Поскольку не происходило формирования специального фонда материальных благ заранее, то не возникало необходимости в организации, которая специализировалась бы на создании страховых продуктов;
- участники сообщества страхователей проявляли предпринимательскую инициативу, направленную на реализацию потребности в необходимом каждому из них страховом продукте. Эта инициатива заключалась в том, что они создавали страховой продукт не в одиночку, каждый сам для себя (как при самостраховании), а совместно с другими лицами, имевшими аналогичную потребность;
- все члены сообщества страхователей солидарно несли ответственность за создание страхового продукта для каждого из них при наступлении заранее оговоренных обстоятельств;
- фактическая раскладка ущерба между страхователями определялась только после наступления страхового случая.

По мере развития экономических отношений потенциальные страхователи начали объединяться в долговременные сообщества, которые могли в качестве основы своей деятельности использовать не только раскладочную систему, но и систему с предварительным созданием страхового фонда.
Система страхования с предварительным созданием страхового фонда — разновидность метода взаимного страхования, более совершенная, чем раскладочная система.
При использовании системы с предварительным созданием страхового фонда возникает необходимость в специализированной организации, в обязанности которой входит сбор взносов, сохранение средств страхового фонда, организация выплаты страховых возмещений. Управление такой организацией осуществляется на основании решений, принимаемых общим собранием её страхователей-членов или их представителей. Таким образом проявляется право страхователей, делающих взносы в страховой фонд, на совместное владение средствами этого фонда. Страхователи также несут солидарную ответственность за исполнение обязательств по страховой выплате потерпевшему ущерб члену сообщества. При недостаточности собранных заранее средств для выплаты страхового возмещения по всем страховым случаям, страхователи — члены взаимной страховой организации сами принимают решение о дальнейших действиях. Могут быть два варианта решения:
- уменьшить размер страхового возмещения пропорционально по всем страховым случаям;
- внести сообща недостающую сумму средств.

## История
Зарождение взаимного страхования относится к периоду существования самых древних цивилизаций (Законы Хаммурапи).
Российский ученый К. Г. Воблый в монографии, изданной в 1925 г., выделил три этапа развития страхования как особого вида деятельности:
- первый этап (древнее время — средние века) — существовала идея распределения потерь, падающих на одно лицо, на целую группу лиц, но не существовало специально созданной для этого организации;
- второй этап (новое время) — появляются отдельные предприятия, занимающиеся страхованием как своим промыслом;
- третий этап (со второй половины XIX в.) — государство вступает на арену страховой деятельности. Оно несет идею страхования в широкие массы населения, создавая особый вид обязательного рабочего страхования.

Взаимное страхование присутствовало на каждом из этих этапов.
На первом из указанных этапов развитие страхования происходило на основе раскладочной системы — первичной, наиболее примитивной разновидности метода взаимного страхования. При раскладочной системе не существовало специализированной организации, которая бы вела целенаправленную деятельность по созданию страховых продуктов.
Первые известные в наши дни факты создания страховых продуктов по раскладочной системе относятся к 1792—1750 гг. до н. э. Участники торговых караванов договаривались о совместном возмещении ущерба в случае его возникновения в пути у кого-либо из них вследствие ограбления, кражи или пропажи. Такие соглашения заключались в Вавилонии, Палестине, Сирии на случай падежа, растерзания хищным зверем, кражи или пропажи вьючного животного, принадлежавшего участнику каравана; на берегах Персидского залива, в Финикии и Древней Греции — на случай возникновения убытков от кораблекрушения и других морских опасностей.
Дальнейшее развитие предпринимательской инициативы, направленной на создание страховых продуктов, выразилось в том, что появилась такая разновидность взаимного страхования, при которой страховой фонд, необходимый для материализации страхового продукта, стал формироваться заранее, до возникновения необходимости компенсации ущерба.
Широко известны римские коллегии, существовавшие в начале первого тысячелетия н. э., деятельность которых была основана на использовании метода взаимного страхования с предварительным образованием страхового фонда с целью обеспечения своим членам материальной поддержки в случаях болезни, увечья и других подобных событиях. Члены профессиональных коллегий согласно действовавшим правилам при поступлении в них уплачивали единовременную сумму платежа, а позднее вносили регулярные взносы. В случае смерти члена коллегии из её фонда наследникам уплачивалась заранее оговоренная сумма. После крушения Римской империи коллегии прекратили своё существование.
Как известно, в первые века нашей эры и в период Средневековья господствовал натуральный тип хозяйства. В этот период товарно-денежные отношения были мало распространены, однако они существовали. В частности, развивалась торговля ремесленными товарами в рамках каждого феодального государства, международная торговля предметами роскоши. В этих условиях у представителей тех сословий, которые не вели натуральное хозяйство, а получали доходы в денежной форме — купцов и ремесленников, возникала возможность создания страховых продуктов в денежной форме. Для этого использовался метод, единственно возможный на начальном этапе развития рыночных отношений — взаимное страхование.
Использование метода взаимного страхования обусловливалось тем, что он позволял осуществлять страхование в условиях, когда не было возможности рассчитать вероятность наступления страхуемых событий (так как еще не существовало массивов данных, на основе анализа которых можно было бы сделать прогноз о вероятности наступления того или иного события, а также необходимого математического инструментария).
Для Средних веков в Европе характерным было проведение страховых операций на основе взаимного страхования. Наибольшее распространение такое страхование получило в странах Западной Европы в X—XII веках.
Переход ко второму этапу развития страхования, выделенному К. Г. Воблым, осуществлялся постепенно, по мере того, как происходило выделение субъектов хозяйствования, предметом деятельности которых была организация формирования страхового фонда, его сохранения, а также организация и проведение страховых выплат. Иными словами, стали появляться специализированные страховщики, которые создавали страховые продукты на основе метода взаимного страхования. Причем они не всегда назывались обществами взаимного страхования. Были и другие формы взаимных страховых организаций (дружеские общества, похоронные кассы, больничные кассы и др.).
Дружеские общества (friendly societies) создававшиеся в Англии, первоначально образовывались работниками физического труда. Каждый, вступавший в дружеское общества, должен был сделать первоначальный взнос, а также дать торжественное обещание помогать другим членам общества в тяжелые времена. Такая помощь подразумевала уплату взносов в общество в размерах и с периодичностью, установленной собранием его членов. Вступление в такое общество давало право на получение выплаты из него в случае болезни, в связи с потерей кормильца, на похоронные расходы в случае смерти члена общества, а также на получение медицинской помощи в определенном объеме. Первоначально дружеские общества действовали на основе раскладочной системы, позже они стали использовать систему с предварительным созданием страхового фонда.
Дружеские общества организовывались как в маленьких деревнях, так и в больших городах. К 1801 г. в Великобритании насчитывалось 7200 таких обществ, объединявших 64800 мужчин при общей численности населения 9 млн человек.
Переход взаимного страхования на более высокую ступень развития, связанную с предварительным (до наступления страхового случая) образованием страхового фонда, совершался в разных странах в разное время. Нередко взаимные страховые организации, использовавшие раскладочную систему и систему с предварительным образованием страхового фонда, существовали на национальных страховых рынках одновременно. Например, в Великобритании в конце XVII — начале XVIII вв. в сфере личного страхования действовало Общество страхования вдов и сирот и подобные ему общества, основанные на раскладочной системе. Одновременно действовало взаимное общества «Амикэбль», основанное на системе предварительного формирования страхового фонда.
Начиная с X1V в. н. э. параллельно с организациями, использовавшими метод взаимного страхования, возникли и стали развиваться организации, использовавшие в своей деятельности метод коммерческого страхования. И в дальнейшем развитие страхования в мире характеризовалось одновременным развитием взаимных и коммерческих страховых организаций.
Что касается развития взаимного страхования, то начиная с конца XVII в. происходила «дальнейшая эволюция унаследованных от средневековья взаимных страховых организаций: постепенное освобождение их от элементов феодального (гильдейско-цехового) порядка и превращение их в действующие уже на новой, буржуазной основе взаимно-страховые организации публичного и частного права».
Первое общество взаимного страхования от огня, известное под названием Friendly Society fire office, возникло в Англии в 1684 г..
В США первая взаимная страховая организация на случай пожара была основана в 1735 г. Она называлось the Friendly Society of Mutual Insuring of Homes against Fire.
В период преобладания раскладочной системы и на начальном этапе использования системы с предварительным образованием страхового фонда страховые отношения возникали по инициативе потенциальных страхователей. Государство, как правило, не принимало участия в регламентировании и регулировании их деятельности.
Участие государства в страховой деятельности первоначально было связано с упорядочением процедуры страхования, то есть с утверждением юридической силы страховых сделок в первую очередь в морском страховании. Такие документы начали появляться в европейских странах (Испании, Италии, Франции) в XIV—XV вв.
Законодательная деятельность, направленная на включение уже существовавших взаимных страховых организаций различных организационных форм в национальное законодательное поле, относится к более позднему времени. Например, в Великобритании законы, вводившие правила регистрации дружеских обществ, а также некоторые льготы для них, вступили в силу лишь во второй половине XIX в..
В начале XX в. российский ученый Н. А. Вигдорчик, писал о Великобритании, обобщенно называя действовавшие там взаимные страховые организации, осуществлявшие личное страхование, союзами добровольного страхования: «Общее число союзов добровольного страхования различных типов было в 1903 г. 29141. Число членов в них равнялось 13 миллионам. Капитал всех союзов составлял 44,8 млн ф. ст. (около 425 млн руб.). Наряду с мелкими союзами, имеющими по несколько десятков членов (закон от 7 авг. 1896 г. регистрирует союзы, имеющие не менее 7 членов), существуют такие крупные организации, как ордена Oddfellows с 770 тыс. членов и с 9 млн ф. ст. капитала и Foresters с 726 тыс. членов и 5,7 млн ф. ст. капитала»..
В Германии организации добровольного страхования рабочих от болезней и на случай смерти, которые Н. А. Вигдорчик называл свободными вспомогательными кассами, начали создаваться в начале XIX в. после отмены крепостного права в 1808 г. и разрушения цехов в 1810 г. Такие кассы существовали за счет взносов их членов; также привлекались средства предпринимателей. Управлялись кассы самими рабочими.
К началу 1880-х годов в этих и других организациях добровольного страхования, основанных на методе взаимного страхования, в Германии было застраховано приблизительно 1,5 млн человек, что составляло около 3 % всего населения этой страны.
Взаимные страховые организации не занимали доминирующего положения на национальных страховых рынках или в каких-либо их сегментах, но действовали в русле общих тенденций развития страховых организаций, одной из которых были начавшиеся во второй половине XIX в. слияния и поглощения страховых обществ. Такая тенденция проявлялась, в частности, в процессе синдицирования, то есть «в слиянии нескольких мелких обществ в одно крупное или же в соглашениях (т. н. конвенции) о тарифах премий и по другим вопросам страховых операций. Это стремление к объединению коснулось не только акционерных обществ, но и взаимных, организующихся в союзы для придания большей устойчивости своей страховой деятельности».
На определенном историческом этапе (соответствующем третьему из выделенных К. Г. Воблым периодов) законодательство различных стран стало включать взаимные страховые организации в сферу публично-правовых отношений. Это означало, что взаимное страхование стало применяться не только в добровольной форме, но и как организационная основа обязательного социального страхования. Первая в Европе система обязательного социального страхования, введенная в Германии в 1883 г., была создана на основе уже существовавших к тому моменту больничных касс (которые, по сути, являлись и являются сейчас взаимными страховыми организациям).
В России ярким примером использования государством метода взаимного страхования для проведения обязательного страхования является взаимное земское страхование от огня строений в черте крестьянской усадебной оседлости, действовавшее c 1866 года по 1917 год.
Также в XIX веке получило широкое распространение добровольное взаимное страхование в сельскохозяйственном производстве — полей от градобития; крупного рогатого скота и лошадей от падежа; виноградников от филлоксеры.
В настоящее время, как и в XX веке, организации, применяющие метод взаимного страхования, существуют не только как частные, но и как публично-правовые. Например, в ФРГ, Израиле, Швейцарии именно такие организации составляют основу системы обязательного медицинского страхования.

### Взаимное страхование в современных условиях
Взаимное страхование в настоящее время является довольно распространённым методом создания страховых продуктов во многих странах мира. Так, например, к 1990 году число обществ взаимного страхования в странах Западной Европы превысило 2 тысячи, а в США составило около 2 тысяч. На взаимное страхование приходится почти 90 % рынка страхования жизни в Японии, почти 60 % — в США, более 50 % — в Канаде, почти 50 % — в Великобритании.
На взаимное имущественное страхование приходится более 50 % рынка Швеции, более 40 % — Финляндии, почти 30 % — США.
Широко известны действующие на основе метода взаимного страхования клубы взаимного страхования, страхующие гражданскую ответственность судовладельцев.
Известны общества взаимного страхования, проводящие страхование пенсии, страхование имущества от огня и других опасностей, профессиональной ответственности нотариусов, врачей, бухгалтеров, аудиторов.
К взаимным страховым организациям за рубежом относят также страховые кооперативы. Их деятельность в русскоязычной литературе называют кооперативное страхование.
Для обмена информацией и совместного решения общих проблем взаимные страховые организации (в зарубежных публикациях их нередко называют взаимными страховыми компаниями) объединяются в ассоциации и союзы, которые действуют как на национальном, так и на международном уровне.
Например, в Великобритании такие организации до недавнего времени были представлены двумя ассоциациями — Ассоциацией взаимных страховщиков и Ассоциацией дружеских обществ. С 1 января 2010 г. эти ассоциации слились в одну Ассоциацию финансовых взаимных обществ (The Association of Financial Mutuals (AFM)). В её состав входят 57 взаимных компаний, в которых застраховано 12 млн их членов; компании управляют активами, составляющими в общей сложности 80 млрд ф. ст.
В январе 2008 г. в результате слияния двух международных организаций — Международной ассоциации взаимных страховых компаний (AISAM) и Ассоциации европейских кооперативов и взаимных страховых компаний (ACME) — была создана Ассоциация взаимных страховых компаний и страховых кооперативов в Европе (Association of Mutual Insurers and Insurance Cooperatives in Europe (AMICE)). В 2010 г. на добровольной основе в ней были объединены 123 европейские компании (в том числе две — из Польши, две — из Венгрии, одна — из Словении), а также два ассоциированных члена (из Марокко и Сенегала).
С 1922 г. существует Международная федерация кооперативов и обществ взаимного страхования (International Cooperative and Mutual Insurance Federation — ICMIF). По состоянию на ноябрь 2009 г. в ней состояло 216 организаций из 74 стран мира.

## Взаимное страхование в России
В истории взаимного страхования в России можно выделить несколько периодов:
- 1830-е годы — 1917 г.: становление и успешное развитие взаимного страхования в Российской империи (одновременно с коммерческим страхованием);
- 1917—1988 годы: ликвидация всех взаимных страховых организаций, существовавших в Российской империи. Запрет на использование взаимного страхования в связи с установлением государственной монополии на страховую деятельность во всех видах и формах;
- 1988—2007 годы: период скрытого, неофициального развития взаимного страхования в Российской Федерации;
- 2007 — настоящее время: появление твердых законодательных оснований для образования и деятельности взаимных страховых организаций в форме обществ взаимного страхования.

Каждому из названных периодов соответствуют определенные этапы развития теоретических представлений о взаимном страховании.
Особенностью первого периода является активная деятельность государства по внедрению взаимного страхования. Именно по инициативе «сверху» было разработано и введено в действие несколько организационных систем обязательного страхования, основанных на методе взаимного страхования. В рамках некоторых из них страхование осуществлялось не только в обязательной, но и в добровольной форме. Можно назвать:
- взаимное земское страхование (строений от огня в черте крестьянской усадебной оседлости; посевов от градобития и др.)
- обязательное взаимное страхование войсковых зданий казачьих войск;
- обязательное взаимное страхование строений в казачьих станицах и хуторах;
- обязательное страхование строений духовного ведомства(епархиальное страхование)[26].

В сфере личного страхования с 1866 года по инициативе государства стали создаваться вспомогательные кассы при горнозаводских товариществах, с 1888 года — пенсионные кассы на частных и с 1894 года — на государственных железных дорогах.
13 июня 1897 года было утверждено «Положение комитета министров о создании пенсионных касс для наемных работников на частных торгово-промышленных предприятиях, в страховых обществах и кредитных учреждениях».
С 1912 г. началось создание системы обязательного медицинского страхования и страхования от несчастных случаев на производстве, основу которой составляла деятельность взаимных страховых организаций — больничных касс и страховых товариществ.
Одновременно взаимные страховые организации возникали и по инициативе «снизу». В качестве примера можно назвать:
- городские общества взаимного страхования от огня;
- «отраслевые» общества взаимного страхования (страхование имущественных интересов предпринимателей, связанных с их профессиональной деятельностью);
- вспомогательные кассы наемных работников (в типографии Академии наук — с 1852 г.; общества типографщиков в Санкт-Петербурге — с 1854 и другие);
- общества взаимного страхования приказчиков в различных городах и другие[30].

Первые общества взаимного страхования от огня, создававшиеся по инициативе самих страхователей, появились в 1863—1864 гг. в Туле и Полтаве. Позднее их число стало быстро увеличиваться: в 1875 году — 16 обществ, в 1894 году — 78 обществ, в 1913 году — 171 общество.
Метод взаимного страхования имел значительное распространение в сфере социального страхования. В 1912 г. Н. А. Вигдорчик отмечал, что в России «абсолютное число страховых касс, осуществляющих социальное страхование, и членов в них настолько значительно, что невольно поражает всякого, кто усвоил себе ходячее представление об отсутствии в России каких бы то ни было проявлений социального страхования».
К 1913 г. в России на долю взаимного страхования приходилось 26,8 % совокупной страховой премии российского страхового рынка.Взаимное страхование было достаточно широко распространено в промышленности, сельском хозяйстве, существовало взаимное морское и речное страхование.
В начале второго периода присутствия взаимного страхования в России все взаимные страховые организации были ликвидированы. Коренные преобразования в страховой отрасли, последовавшие за Октябрьской революцией 1917 г., были связаны с установлением государственной монополии на страховую деятельность, которая реализовывалась через деятельность одной специально созданной государственной организации — Госстраха СССР
В 1920-е годы было сделано исключение для кооперативных организаций, которым разрешалось страховать своё имущество в созданных ими обществах взаимного страхования. Но эти подконтрольные Госстраху организации просуществовали лишь до марта 1930 года. Затем в СССР окончательно утвердилось единообразие в организации страхования рисков внутри страны. Согласно официальной точке зрения, в СССР сложился новый общественно-исторический тип страхования — государственное страхование. В этот период взаимное страхование исчезло не только из практики. Это понятие почти не упоминалось в журнальных публикациях и научных изданиях.
В трудах К. Г. Воблого и В. К. Райхера, вышедших в свет, соответственно, в 1925 и 1947 гг. взаимное страхование как экономическое явление упоминалось, однако эти труды в эпоху административно-командной экономики не переиздавались. В Экономической энциклопедии, четыре тома которой выходили в свет в 1972—1980 гг., нет ни одного упоминания о взаимном страховании. Сведения о страховании в целом там представлены в статьях «страхование государственное», «страхование по безработице», «страховые монополии», в последней из которых в числе крупнейших страховых монополий названа американская компания «Метрополитен Лайф Иншуренс». По своей организационно-правовой форме данная компания была обществом взаимного страхования, но этот факт не был отражен в энциклопедической статье. Дореволюционный опыт использования взаимного страхования во всех отраслях (страхование имущества, страхование ответственности, личное страхование) для страхования не только в добровольной, но и в обязательной форме, был практически полностью забыт.
После начала рыночных реформ в России (третий период присутствия взаимного страхования) была отменена монополия государства на страховую деятельность. Количество страховых организаций в РФ стремительно увеличивалось, но подавляющее число страховщиков на российском рынке составляли (и составляют в настоящее время) коммерческие страховые организации. Это обстоятельство во многом было обусловлено тем, что в Российской Федерации, как было показано выше, были утрачены научные представления о том, что представляет собой взаимное страхование как экономическое явление, и каким образом метод взаимного страхования может быть использован на практике.
Кроме того, отсутствовал закон, регулирующий деятельность взаимных страховых организаций. С 1995 г. действовала ст. 968 Гражданского кодекса РФ, в соответствии с которой граждане и юридические лица могли страховать своё имущество и иные имущественные интересы путём объединения в обществах взаимного страхования необходимых для этого средств. Но та же статья в п.2 устанавливала, что особенности правового положения обществ взаимного страхования и условия их деятельности определяются законом о взаимном страховании.
В стране существовали организации, деятельность которых была основана на методе взаимного страхования. Они были зарегистрированы в качестве юридических лиц на основании закона «О некоммерческих организациях». Официальной статистикой в качестве страховых организаций они не учитывались.
Четвертый период характеризуется вступлением в силу закона от 20 ноября 2007 г № 286-ФЗ «О взаимном страховании», а также внесением ряда поправок в закон «Об организации страховой деятельности в Российской Федерации» от 27 ноября 1992 г. № 4015.
В соответствии с российским законодательством, взаимным страхованием является страхование имущественных интересов членов общества на взаимной основе путём объединения в обществе взаимного страхования необходимых для этого средств(Федеральный закон «О взаимном страховании» ст. 1 п. 2).
В Российской Федерации взаимное страхование осуществляется обществами взаимного страхования в соответствии с Федеральным законом «О взаимном страховании» и на основании лицензии на взаимное страхование.
По состоянию на начало сентября 2014 года в РФ действующую лицензию на взаимное страхование имели 12 ОВС.

Статья 3. Порядок осуществления взаимного страхования.
1. Взаимное страхование обществом имущественных интересов своих членов осуществляется непосредственно на основании устава общества, в случае если уставом общества предусмотрено заключение договора страхования, — на основании такого договора.
2. Взаимному страхованию, осуществляемому непосредственно на основании устава общества, подлежат только имущественные интересы, связанные с осуществлением одного вида страхования. В этом случае правила страхования являются неотъемлемой частью устава общества и должны определять сходные условия взаимного страхования для всех членов общества.
3. Общество обязуется при наступлении определенного события (страхового случая) произвести страховую выплату члену общества, уплатившему страховую премию (страховые взносы), или выгодоприобретателю в порядке и в сроки, которые установлены договором страхования и (или) правилами страхования.
4. Риск страховой выплаты (страхового возмещения), принятый на себя обществом, может быть застрахован у страховщика, имеющего лицензию на осуществление перестрахования. При этом указанный страховщик не может быть членом данного общества.
5. Общество не вправе осуществлять обязательное страхование, за исключением случаев, если такое право предусмотрено федеральным законом о конкретном виде обязательного страхования.